# Sterngartl

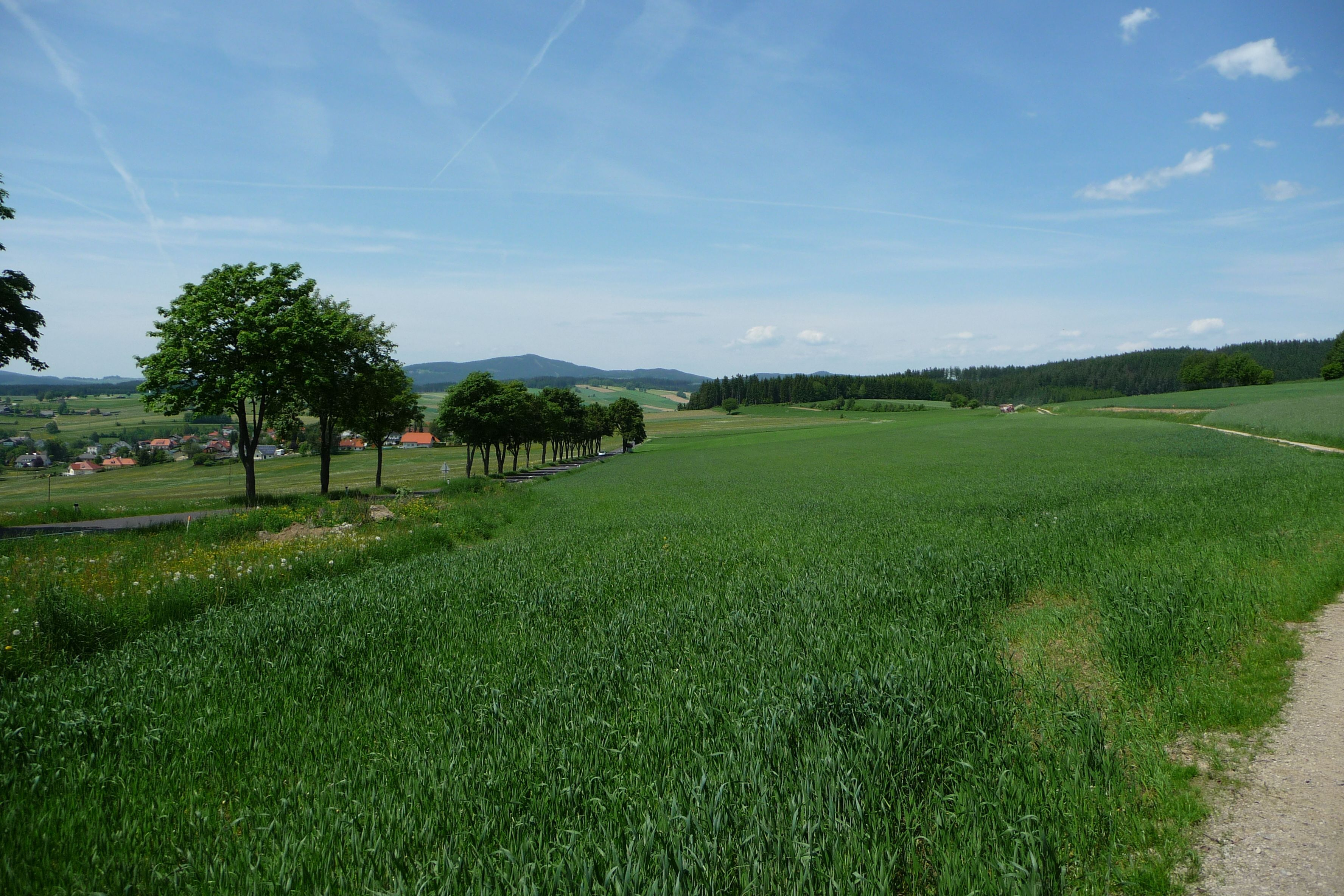
Landschaft bei Schenkenfelden, im Hintergrund der Sternstein

Als Sterngartl bezeichnet man ein Gebiet in Oberösterreich, das im Leonfeldner Hochland im oberen Mühlviertel südlich des namensgebenden Sternsteins bis etwa Hellmonsödt reicht. Der Hauptort ist Bad Leonfelden. Die Region umfasst den nördlichen Teil des Bezirks Urfahr-Umgebung und kleine Teile des Bezirks Rohrbach.
Charakteristisch für diese Region ist die sanfthügelige, meist über 700 m.ü.A. hoch gelegene Landschaft und die markanten Bauernhöfe im Steinbloß-Stil. Zum Sterngartl zählen im Wesentlichen die Gemeinden Bad Leonfelden, Vorderweißenbach, Schenkenfelden, Reichenthal, Zwettl an der Rodl, Oberneukirchen, Hellmonsödt und Reichenau im Mühlkreis.

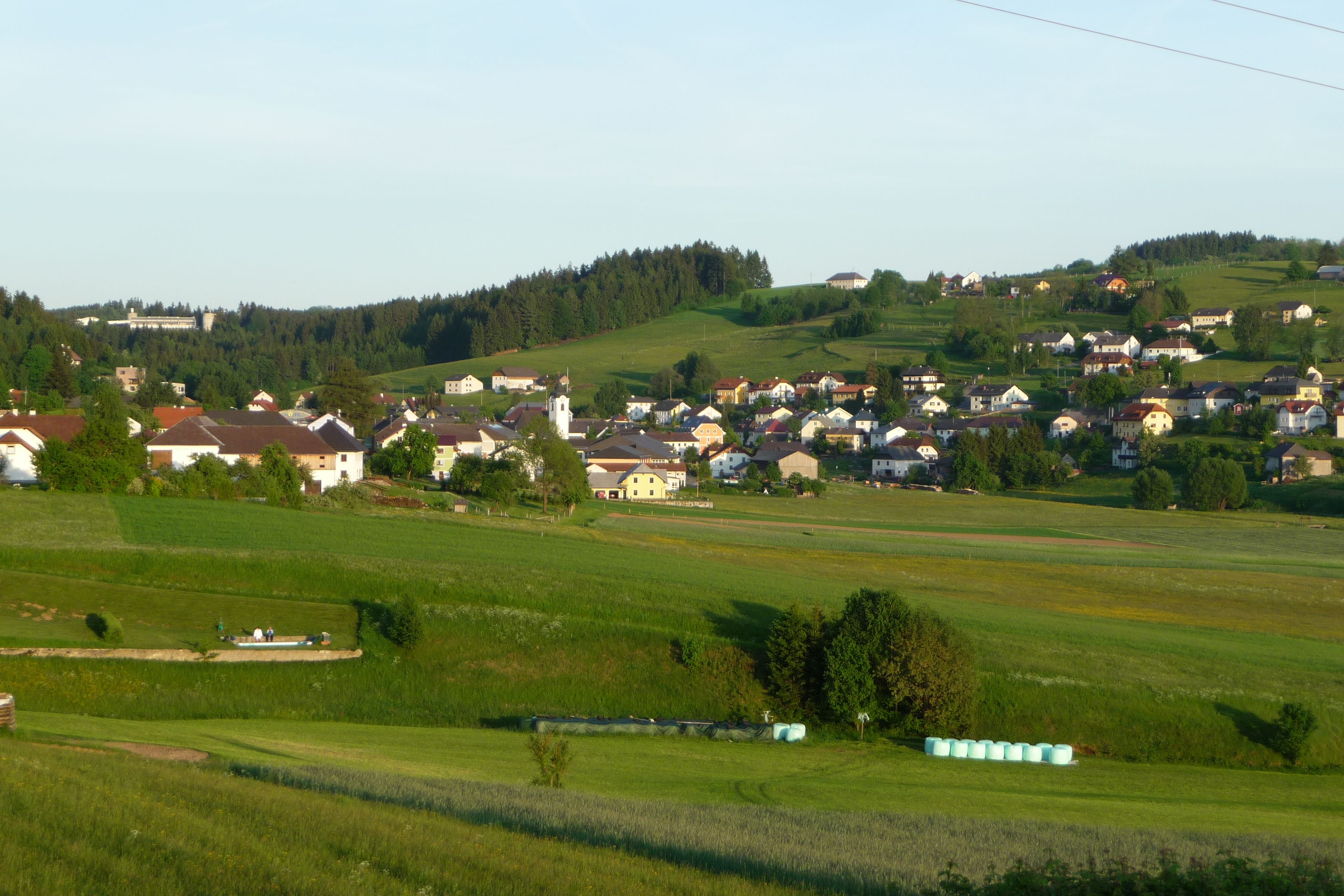
Vorderweißenbach

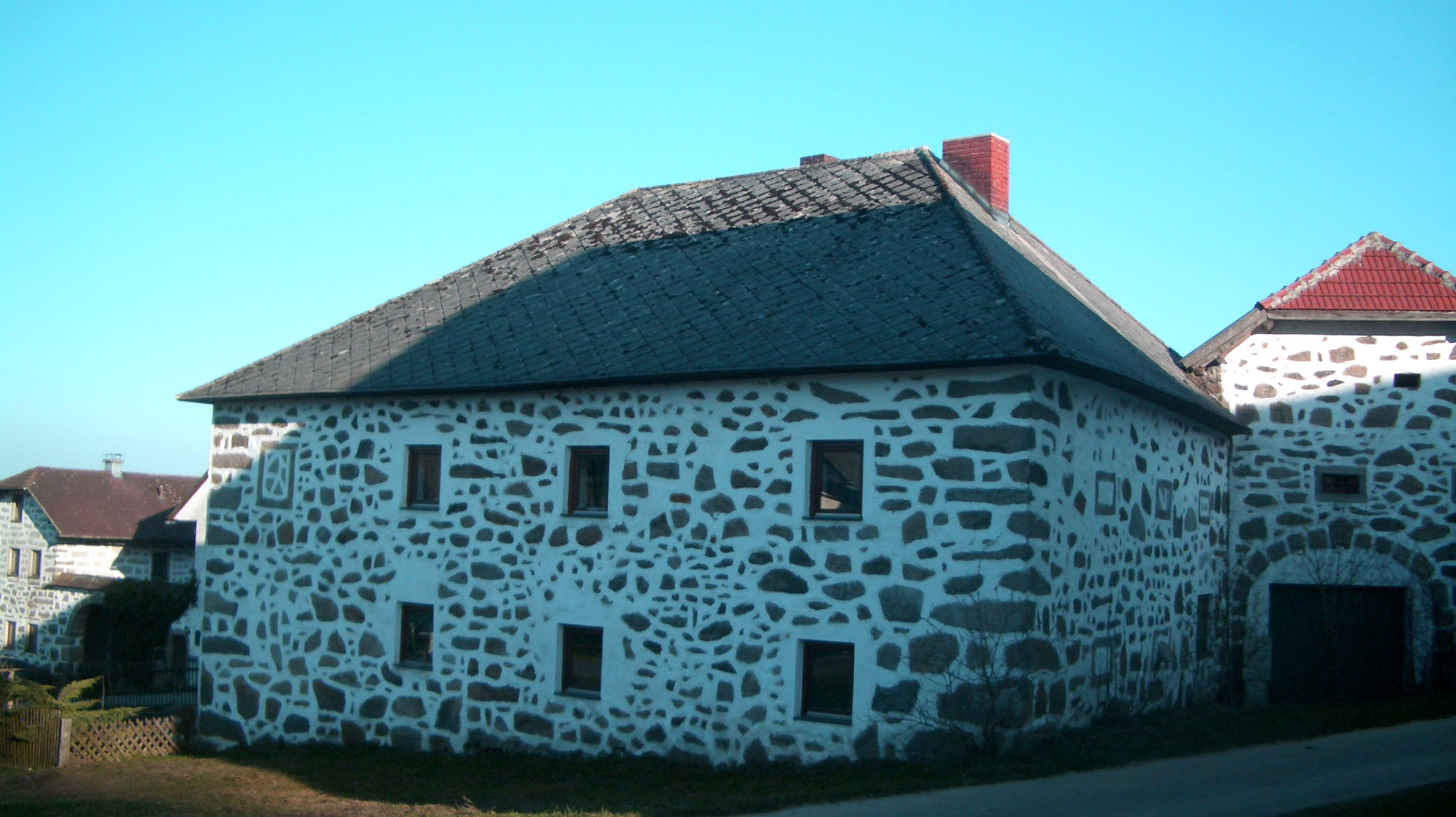
Bauernhof in Ottenschlag

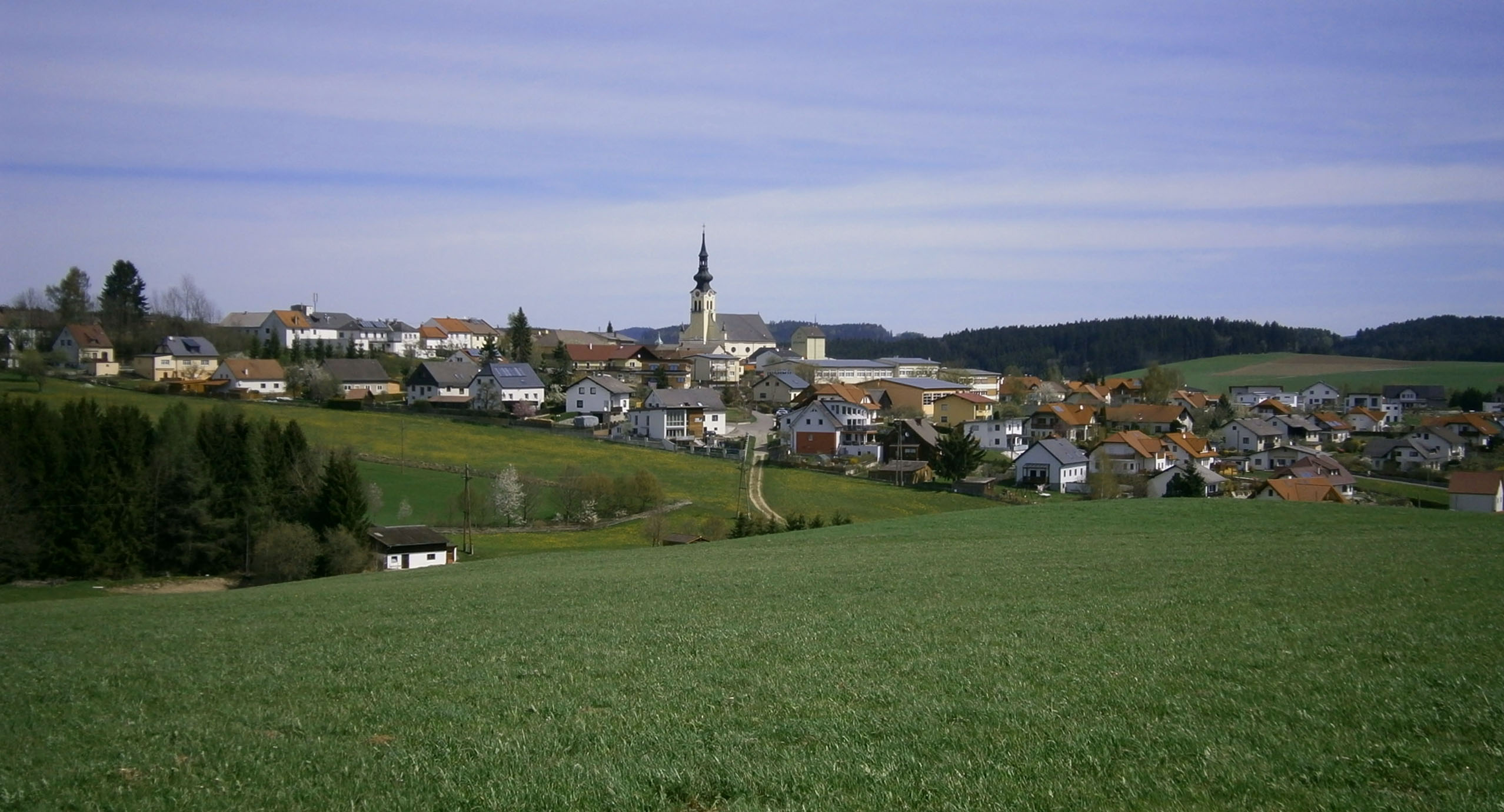
Reichenthal

## Geografie
Die Region Sterngartl breitet sich als sanfthügelige von Wäldern umgebene Granit-Landschaft nördlich von Kirchschlag über Zwettl und Bad Leonfelden bis zum Sternwald aus. Hauptort und zugleich größter Ort ist die Stadt Bad Leonfelden, die auch Zentrum dieser Region ist. Die anderen Orte der Region sind meist wesentlich kleiner und umfassen großteils landwirtschaftlich genutzte Flächen und Wälder. Die am Sternstein entspringende Große Rodl ist das Hauptgewässer und durchzieht das Sterngartl.
Neben den Marktflecken Zwettl an der Rodl und Oberneukirchen mit der Burgruine Waxenberg sind die Pfarrkirche Reichenthal mit der bekannten Sieben-Todsünden-Kanzel, die Wallfahrtskirche Maria Schutz am Bründl und die mächtige neugotische Pfarrkirche Bad Leonfelden erwähnenswerte Sakralbauten. Zahlreiche Bauernhöfe in Steinbloßbauweise und langgestreckte Dörfer in Form von Waldhufendörfern wie z. B. in Langzwettl oder Dietrichschlag prägen die bäuerlich dominierte Landschaft.